# بودولينيتس
بودولينيتس مدينة في شمال شرق سلوفاكيا وتتبع أقليم بريشوف.

## وصلات خارجية
- الموقع الرسمي لمدينة بودولينيتس